# Pietro di Tommaso del Minella
Pietro di Tommaso del Minella (Siena, 1391 – Siena, 1458) è stato un intagliatore e scultore italiano.

## Biografia
Pietro di Tommaso del Minella fu uno scultore e un apprezzato intagliatore in marmo e in legno, attivo a Siena ed a Orvieto.
Lavorò con Jacopo della Quercia al fonte battesimale del battistero di Siena negli anni 1427-1428 e anche alla Loggia della Mercanzia (1437-1438), ispirandosi ad un disegno fornito dal progettista Sano di Matteo.
Dopo aver realizzato il coro della chiesa dello Spedale della Scala, fu nominato, nel 1444 capo delle maestranze della fabbrica del duomo di Siena, dove intagliò la pietra tombale del vescovo Carlo Bartoli (1444), lavorò alla decorazione della cappella di San Crescenzio (1445) e sul pavimento marmoreo, assieme ad Antonio Federighi, per le vicende della Morte di Assalonne.
Mentre era capomaestro del Duomo, Pietro di Tommaso lavorò anche, assieme ad altri artisti, per la chiesa delle Carceri di Sant'Ansano.
Diresse i lavori dell'Opera del duomo di Orvieto (1431-1433), dove collaborò per il coro e nel 1441 per eseguire gli intarsi e gli ornati della sedia vescovile, aiutato dal fratello Antonio.
Pietro di Tommaso del Minella morì a Siena nel 1458.